# León Vega
León Vega fue un médico y político peruano. 
En 1919, cuando el presidente Augusto B. Leguía dio inicio a su oncenio, fue elegido diputado por la  provincia de Tarata para la Asamblea Nacional de ese año que tuvo por objeto emitir una nueva constitución, la Constitución de 1920. Luego se mantuvo como diputado hasta 1924, reeligiéndose ese año y también en 1929 durante todo el gobierno de Leguía durante todo el Oncenio de Leguía. En 1928, también se desempeñó como presidente de la Federación Peruana de Fútbol.
Participó encabezando la Comisión Peruana que estuvo presente en el acto oficial del 1 de septiembre de 1925 en el que se produjo la reincorporación de la provincia de Tarata al Perú en ejecución de lo ordenado en el laudo arbitral emitido por el Presidente de los Estados Unidos. Fue el encargado de hacer entrega de la bandera nacional que participó en la primera procesión de la bandera en la ciudad de Tarata luego de su reincorporación.